# Bari Enziteto Catino
Bari Enziteto Catino (wł. Stazione di Bari Enziteto Catino, oficjalnie Enziteto Catino) – przystanek kolejowy w Bari, w prowincji Bari, w regionie Apulia, we Włoszech. Obsługuje dzielnice Enziteto i Catino.
Według klasyfikacji RFI ma kategorię brązową.
Przystanek położony jest na linii Bari–Foggia i jest częścią kolei miejskiej w Bari.

## Linie kolejowe
- Adriatica